# Rouvrois-sur-Othain
Rouvrois-sur-Othain est une commune française située dans le département de la Meuse, en région Grand Est.

## Géographie

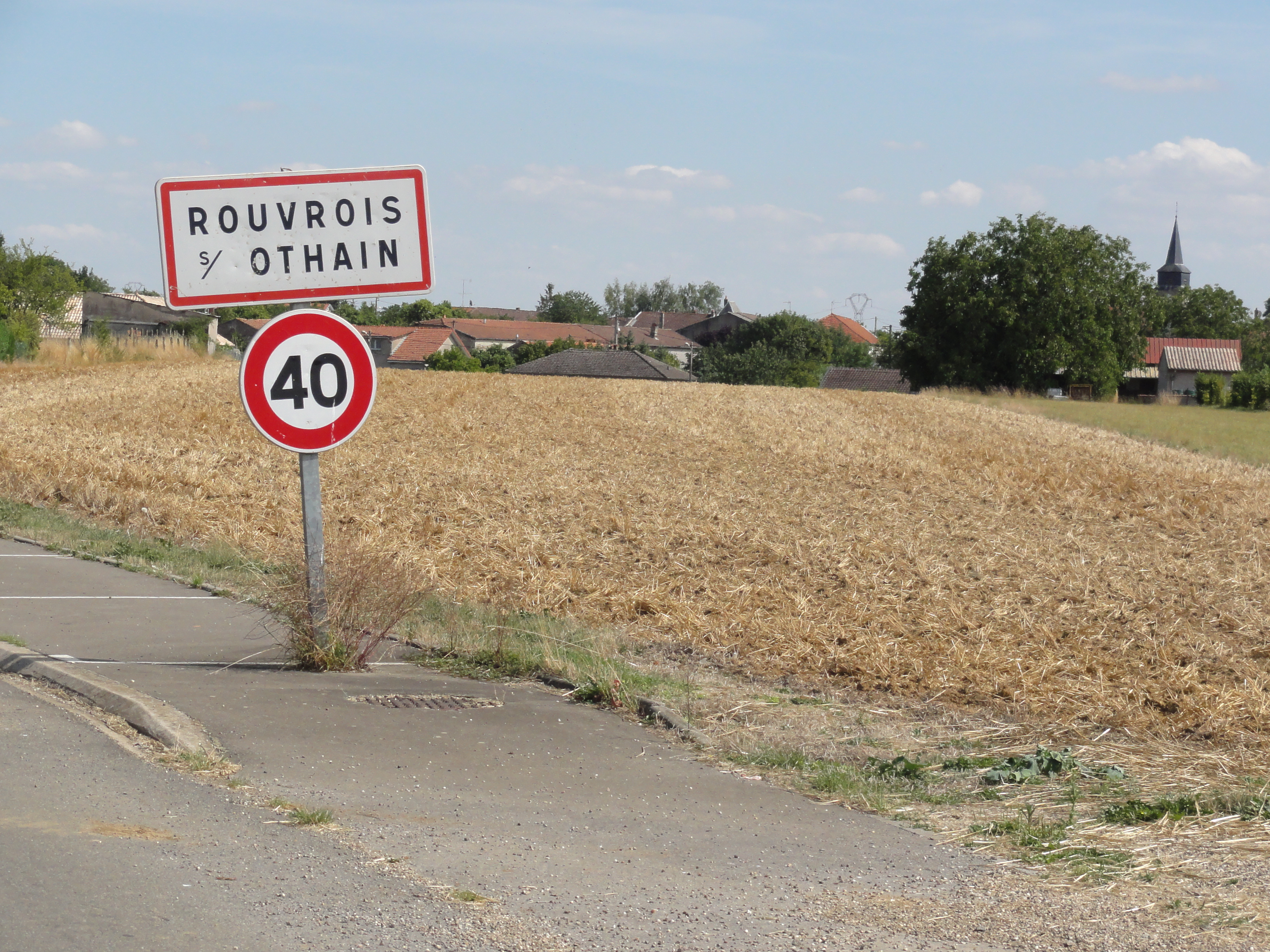
Entrée de Rouvrois-sur-Othain.

| Sorbey | Sorbey              | Arrancy-sur-Crusne |
| Pillon | Rouvrois-sur-Othain | Duzey              |
| Pillon | Duzey               | Duzey              |

### Hydrographie

#### Réseau hydrographique
La commune est dans le bassin versant de la Meuse au sein du bassin Rhin-Meuse. Elle est drainée par l'Othain, le ruisseau de la Belle Fontaine et le ruisseau des Pres de Haut,.
L'Othain, d'une longueur de 67 km, prend sa source dans la commune de Gondrecourt-Aix et se jette  dans la Chiers à Montmédy, après avoir traversé 25 communes. 

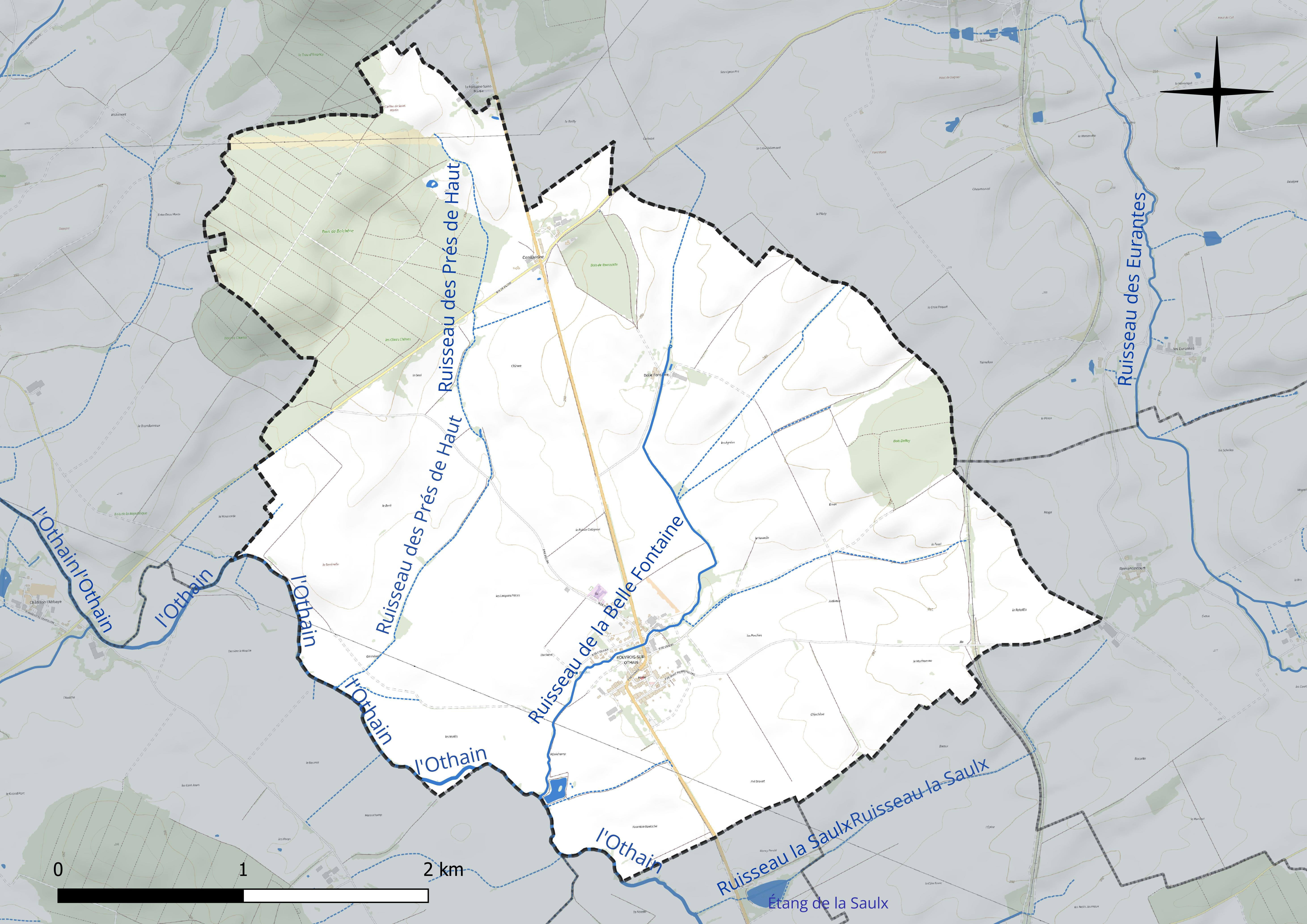
Réseau hydrographique de Rouvrois-sur-Othain.

#### Gestion et qualité des eaux
Le territoire communal est couvert par le schéma d'aménagement et de gestion des eaux (SAGE) « Bassin ferrifère ». Ce document de planification concerne le périmètre des anciennes galeries des mines de fer, des aquifères et des bassins versants hydrographiques associés qui s’étend sur 2 418 km2. Les bassins versants concernés sont celui de la Chiers en amont de la confluence avec l'Othain, et ses affluents (la Crusnes, la Pienne, l'Othain), celui de l'Orne et ses affluents et celui de la Fensch, le Veymerange, la Kiesel et les parties françaises du bassin versant de l'Alzette et de ses affluents (Kaylbach, ruisseau de Volmerange). Il a été approuvé le 27 mars 2015. La structure porteuse de l'élaboration et de la mise en œuvre est la région Grand Est. 
La qualité des cours d’eau peut être consultée sur un site dédié géré par les agences de l’eau et l’Agence française pour la biodiversité. 

### Climat
Pour des articles plus généraux, voir Climat du Grand Est et Climat de la Meuse.
En 2010, le climat de la commune est de type climat de montagne, selon une étude du Centre national de la recherche scientifique s'appuyant sur une série de données couvrant la période 1971-2000. En 2020, Météo-France publie une typologie des climats de la France métropolitaine dans laquelle la commune est dans une zone de transition entre le climat océanique altéré et le climat océanique altéré et est dans la région climatique  Lorraine, plateau de Langres, Morvan, caractérisée par un hiver rude (1,5 °C), des vents modérés et des brouillards fréquents en automne et hiver. 
Pour la période 1971-2000, la température annuelle moyenne est de 9,5 °C, avec une amplitude thermique annuelle de 16,1 °C. Le cumul annuel moyen de précipitations est de 912 mm, avec 13,9 jours de précipitations en janvier et 9,5 jours en juillet. Pour la période 1991-2020, la température moyenne annuelle observée sur la station météorologique de Météo-France la plus proche, « Villette », sur la commune de Villette à 12 km à vol d'oiseau, est de 10,1 °C et le cumul annuel moyen de précipitations est de 909,4 mm. 
La température maximale relevée sur cette station est de 39 °C, atteinte le 25 juillet 2019 ; la température minimale est de −14,8 °C, atteinte le 20 décembre 2009,,. 
Les paramètres climatiques de la commune ont été estimés pour le milieu du siècle (2041-2070) selon différents scénarios d'émission de gaz à effet de serre à partir des nouvelles projections climatiques de référence DRIAS-2020. Ils sont consultables sur un site dédié publié par Météo-France en novembre 2022.

## Urbanisme

### Typologie
Au 1er janvier 2024, Rouvrois-sur-Othain est catégorisée commune rurale à habitat dispersé, selon la nouvelle grille communale de densité à sept niveaux définie par l'Insee en 2022.
Elle est située hors unité urbaine et hors attraction des villes,.

### Occupation des sols
L'occupation des sols de la commune, telle qu'elle ressort de la base de données européenne d’occupation biophysique des sols Corine Land Cover (CLC), est marquée par l'importance des territoires agricoles (81,3 % en 2018), en diminution par rapport à 1990 (82,3 %). La répartition détaillée en 2018 est la suivante : 
terres arables (62,4 %), prairies (18,9 %), forêts (16,2 %), zones urbanisées (2,5 %). L'évolution de l’occupation des sols de la commune et de ses infrastructures peut être observée sur les différentes représentations cartographiques du territoire : la carte de Cassini (XVIIIe siècle), la carte d'état-major (1820-1866) et les cartes ou photos aériennes de l'IGN pour la période actuelle (1950 à aujourd'hui).

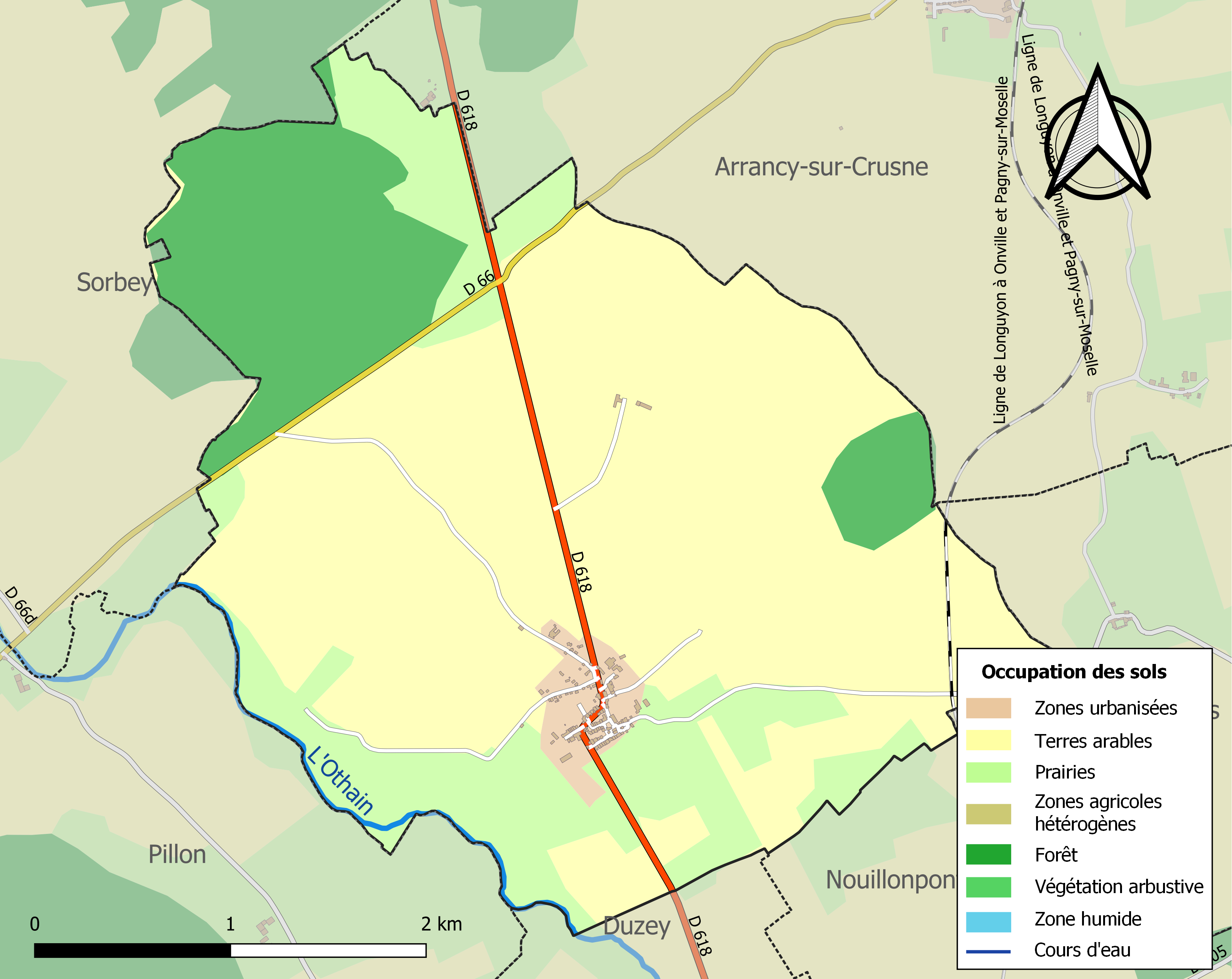
Carte des infrastructures et de l'occupation des sols de la commune en 2018 (CLC).

## Toponymie
Le nom de la localité est attesté sous les formes Rouvroy (1642) ; Rouveroy-sur-Ostain (1656) ; Rouvroy-sur-Osthain (1681) ; Rouvroy-sur-Othin (1695) ; Rouvroy-sur-Antin (1700) ; Rouvroy-sur-Hotin, Rovreium (1749) ; Roboretum (1756).

De l'oïl rouvroi « lieu où croissent des rouvres, genre de chêne », variante plutôt orientale et picarde de rouvrai, plus répandu à l'ouest.
L'Othain est une rivière française du Grand Est, affluent de la Chiers en rive gauche, donc sous-affluent de la Meuse.

## Politique et administration
| Période                                  | Période  | Identité     | Étiquette | Qualité    |
| ---------------------------------------- | -------- | ------------ | --------- | ---------- |
| Les données manquantes sont à compléter. |          |              |           |            |
| mars 2001                                | mai 2020 | Simon Watrin |           |            |
| mai 2020                                 | En cours | Denis Pierre |           | Commerçant |

## Population et société

### Démographie
L'évolution du nombre d'habitants est connue à travers les recensements de la population effectués dans la commune depuis 1793. Pour les communes de moins de 10 000 habitants, une enquête de recensement portant sur toute la population est réalisée tous les cinq ans, les populations de référence des années intermédiaires étant quant à elles estimées par interpolation ou extrapolation. Pour la commune, le premier recensement exhaustif entrant dans le cadre du nouveau dispositif a été réalisé en 2004.

En 2022, la commune comptait 193 habitants, en évolution de −2,03 % par rapport à 2016 (Meuse : −4,4 %, France hors Mayotte : +2,11 %).
| 1793 | 1800 | 1806 | 1821 | 1831 | 1836 | 1841 | 1846 | 1851 |
| ---- | ---- | ---- | ---- | ---- | ---- | ---- | ---- | ---- |
| 357  | 404  | 372  | 444  | 433  | 415  | 414  | 441  | 431  |

| 1856 | 1861 | 1866 | 1872 | 1876 | 1881 | 1886 | 1891 | 1896 |
| ---- | ---- | ---- | ---- | ---- | ---- | ---- | ---- | ---- |
| 408  | 416  | 375  | 380  | 383  | 341  | 333  | 318  | 314  |

| 1901 | 1906 | 1911 | 1921 | 1926 | 1931 | 1936 | 1946 | 1954 |
| ---- | ---- | ---- | ---- | ---- | ---- | ---- | ---- | ---- |
| 285  | 281  | 259  | 208  | 222  | 228  | 215  | 199  | 231  |

| 1962 | 1968 | 1975 | 1982 | 1990 | 1999 | 2004 | 2006 | 2009 |
| ---- | ---- | ---- | ---- | ---- | ---- | ---- | ---- | ---- |
| 223  | 184  | 184  | 218  | 201  | 190  | 182  | 184  | 201  |

| 2014 | 2019 | 2022 | - | - | - | - | - | - |
| ---- | ---- | ---- | - | - | - | - | - | - |
| 202  | 189  | 193  | - | - | - | - | - | - |

## Culture locale et patrimoine

### Lieux et monuments
- L'église Saint-Félix, construite en 1738.
- Le monument aux morts.

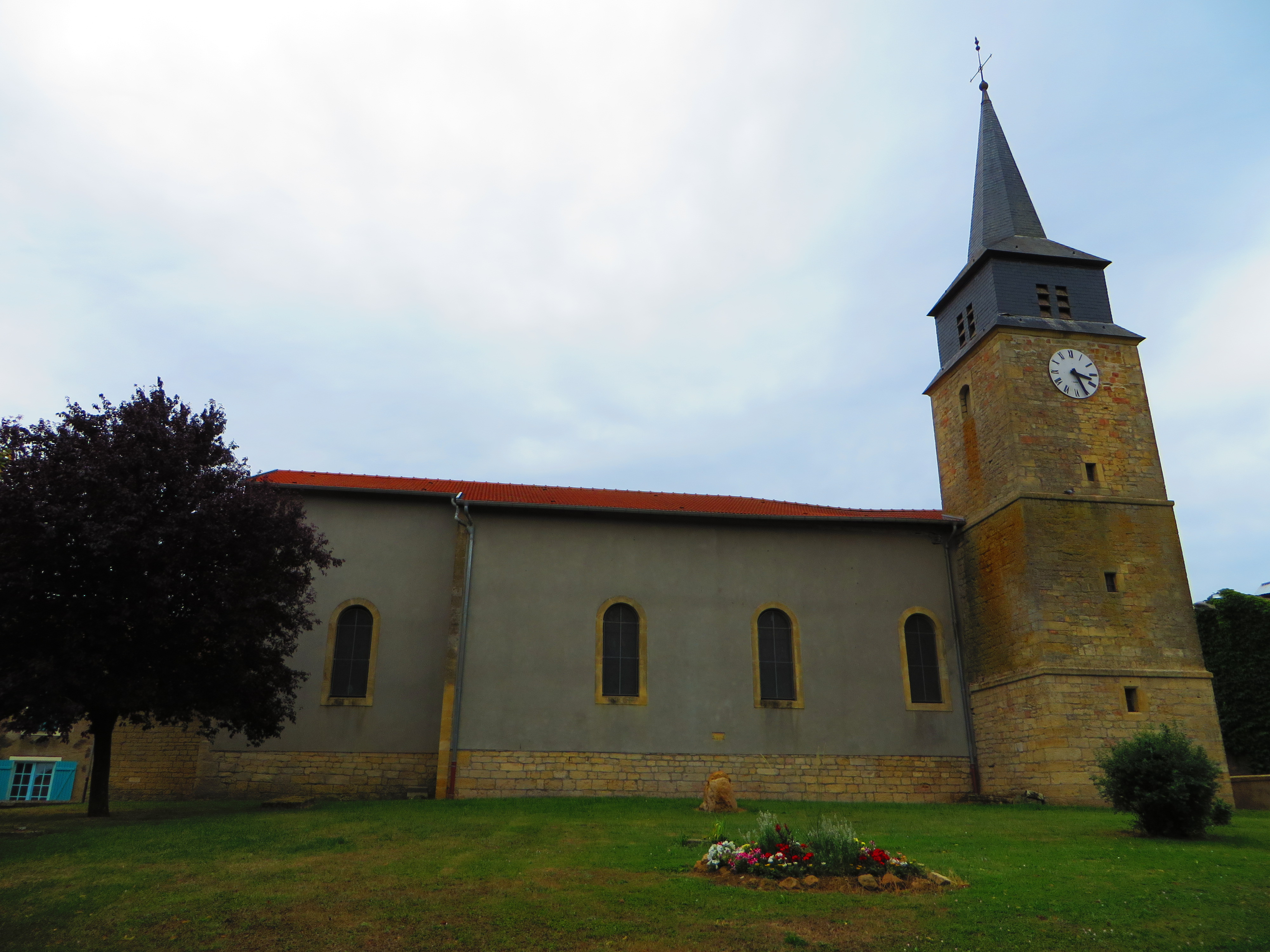
L'église Saint-Félix.
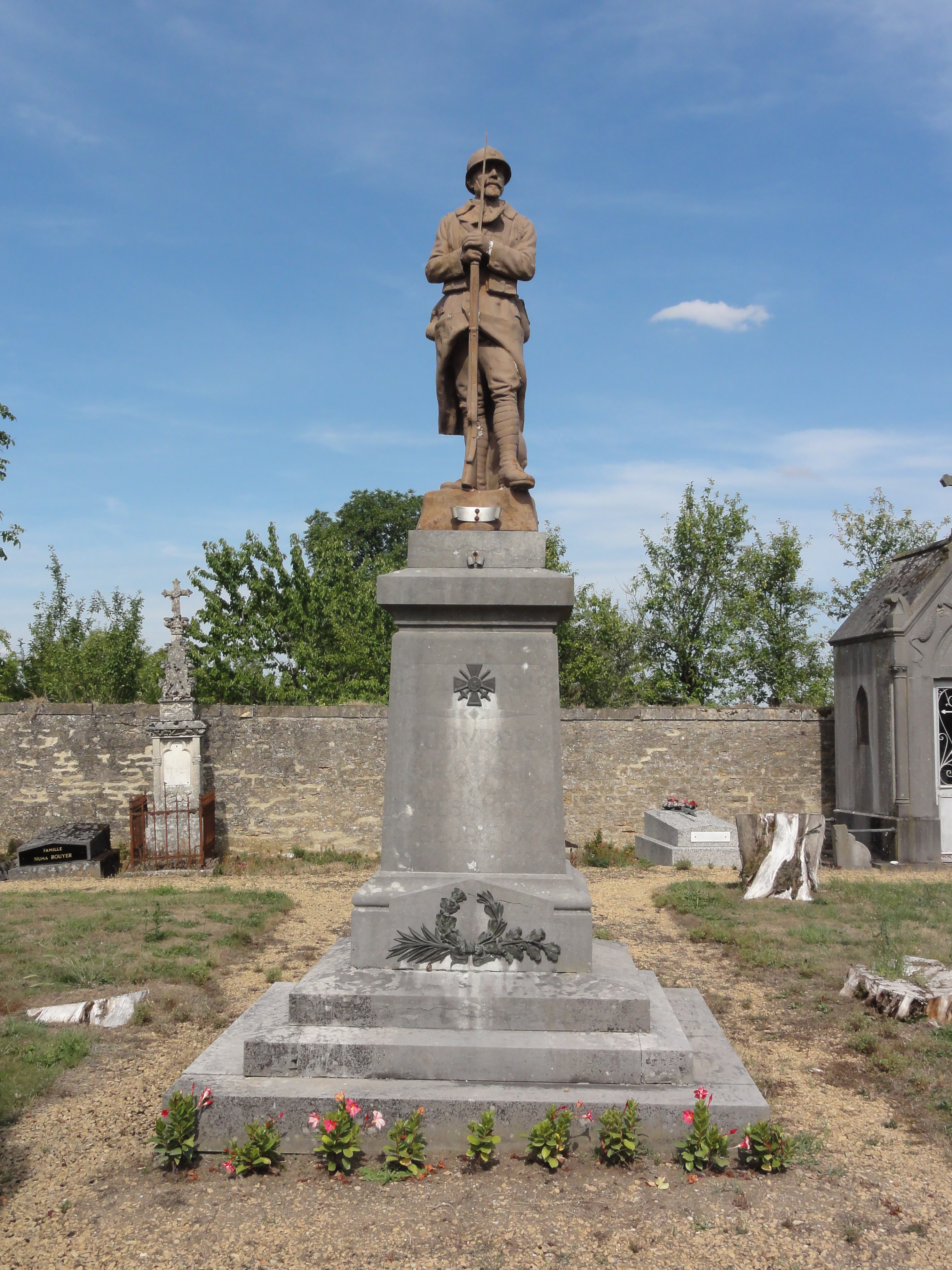
Monument aux morts.

### Personnalités liées à la commune
- Félix Deschange, né à Rouvrois en 1832, homme politique français.

### Héraldique, logotype et devise
| Blason de Rouvrois-sur-Othain | Blason  | D'or à la branche de cinq feuilles de chêne de gueules posée en pal, fruitée de quatre pièces d'argent réunies en abîme ; à la champagne ondée d'azur. |
| Blason de Rouvrois-sur-Othain | Détails | Création Dominique Larcher. Adopté le 28 mars 2017. |